# Joseph Elanga
Joseph Elanga Fils (Yaoundé, 2 de maio de 1979) é um ex-futebolista de Camarões que atuava como lateral-esquerdo.

## Carreira
Revelado nas categorias de base do C.N.P.S., Elanga profissionalizou-se em 1997 no Canon Yaoundé, mas sua estreia como profissional foi no futebol da Grécia, onde jogou por PAOK e Apollon Kalamarias.
Sua passagem de maior destaque foi na Escandinávia, atuando por 10 anos por Malmö (Suécia), Brøndby e Horsens (ambos da Dinamarca). Em 2010, anunciou que passaria uma semana fazendo treinos no Malmö, assinando um contrato em seguida e regressando ao clube após 4 temporadas. Porém, era apenas a segunda opção para a lateral-esquerda, ocupada até então pelo brasileiro Ricardinho, tendo atuado em 10 partidas e vencido a Allsvenskan, seu segundo título na carreira (ele também havia sido campeão nacional em 2004).
Após não ter o contrato renovado, Elanga mudou-se juntamente com sua família para a cidade de Borås na tentativa de procurar um novo clube, mas anunciou sua aposentadoria dos gramados em janeiro de 2012, visando obter a licença de treinador da UEFA.

## Carreira internacional
Pela Seleção Camaronesa, Elanga foi convocado para a Copa de 1998, sendo um dos 4 atletas que defendiam clubes camaroneses (os outros foram Pierre Njanka, Patrice Abanda e Joseph Ndo), mas não entrou em campo.
Em 2002, não foi lembrado para a Copa das Nações Africanas (vencida por Camarões) nem para a Copa do Mundo, encerrando sua carreira internacional com 17 jogos disputados.

## Vida pessoal
É pai de Anthony Elanga, nascido na Suécia e que representa as seleções de base do país nórdico desde 2018.

## Títulos
Malmö FF
- Campeonato Sueco: 2004 e 2010